# کوکودا خط مقدم!
کوکودا خط مقدم! (انگلیسی: Kokoda Front Line!) فیلمی در ژانر مستند به کارگردانی کن جی. هال است که در سال ۱۹۴۲ منتشر شد.